# 셀리아 아일랜드

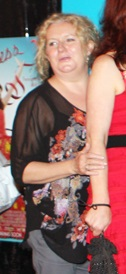

실리아 아일랜드(Celia Ireland, 1966년 5월 16일 ~ )는 오스트레일리아의 배우이다.
뉴캐슬에서 태어났다.

## 출연 작품
- 선인장 (2008년)
- 로그 (2007년)
- 애프터 더 레인 (2000년)
- 마이 마더 프랭크 (2000년)
- Oops! (1999) - 단편
- 그 남자, 리지를 만나다 (1997년)
- 떠도는 인생 (1996년)
- 달라스 돌 (1994년)

### 텔레비전
- 올 세인츠 (1999-2005)